# ハチノス

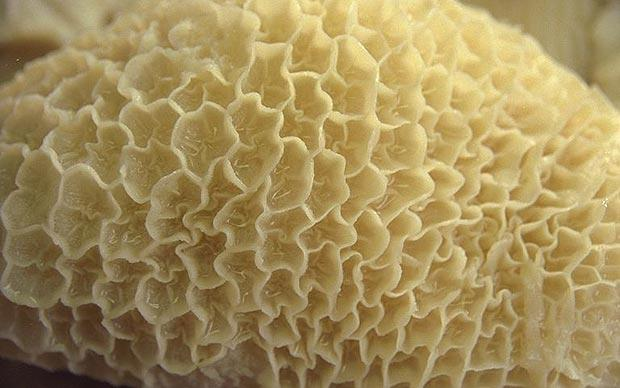
ハチノス

ハチノスは、牛または近縁種の動物の第二胃（ラテン語: rēticulum [reːˈtɪkʊɫũ] レーティクルム。英語ではこれを英語風に発音して reticulum [ɹɪˈtikjʊləm] レティキュラム）の俗称。別名を蜂巣胃（はちのすい）、網胃（あみい）ともいう。

## 概要
牛の第二胃の俗称で、第一胃（ルーメン、俗称ミノ）に続く嚢状部分である。名前の由来は胃の内面の絨毛が蜂の巣のように六角形がならんだような状態になっているためで、実際に表面に様々な形のくぼみを見ることができる。第二胃袋を含む複数の胃袋は反芻動物特有の器官であり、そのなかでも第一胃袋と第二胃袋は反芻において重要な器官になっている。そのため、この2つの胃を総合して反芻胃と呼ぶこともある。
牛の場合、この反芻胃が全胃袋の容積の85 %を占めており、成牛においての容積は約106リットルとなる。これだけの容積を持ち合わせていても胃内部において消化液などはあまり分泌されず、発酵のための胃袋であるということが窺える。
また第三胃につながる部分はヤン（ハチコブまたはハチカブ）とも呼ばれる。

## 利用

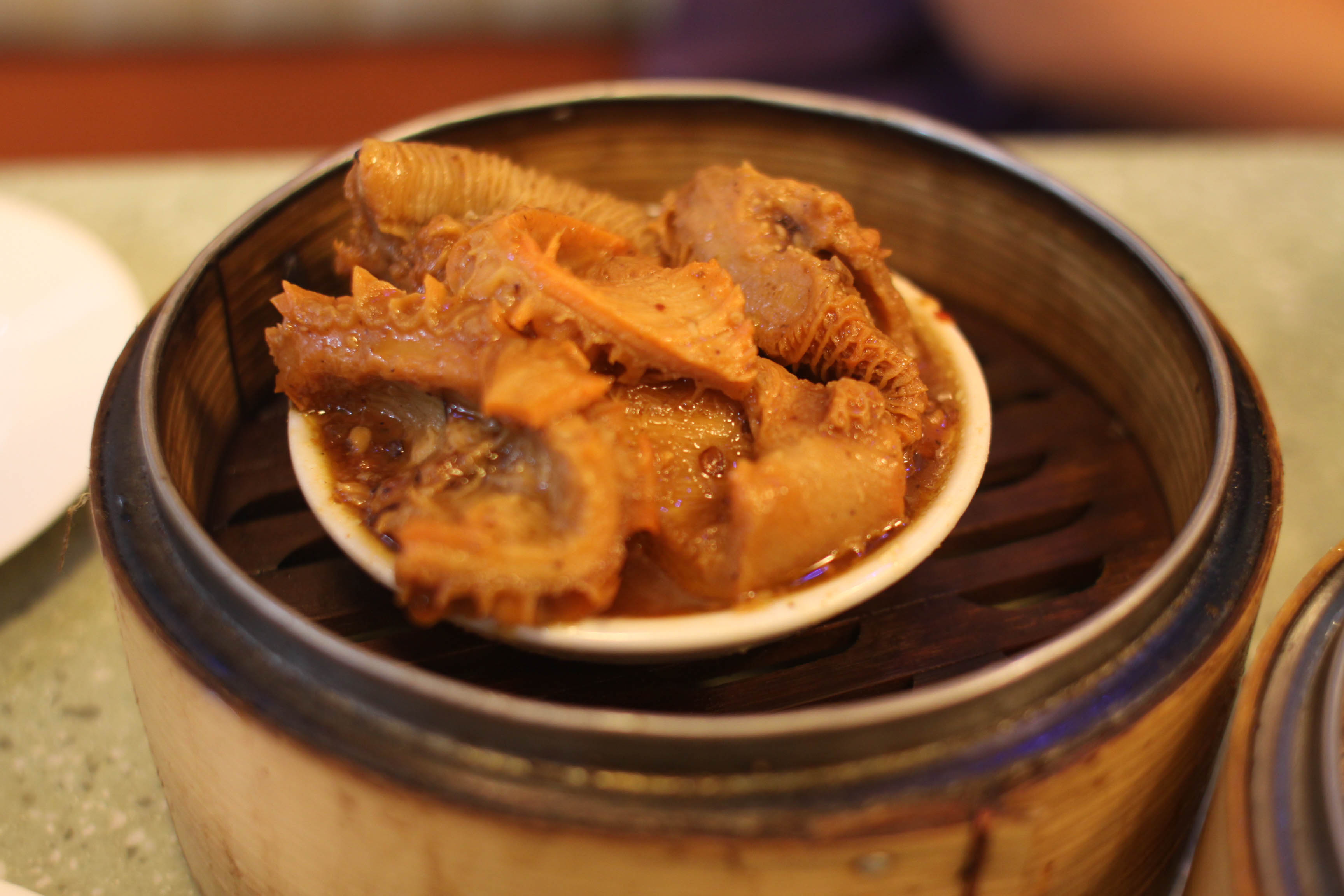
ハチノスを使用した点心、金銭肚

ハチノスは食材として、独特の食感が味わえるため、日本では焼肉や刺身（ユッケ）、炒め物、煮物などに利用される。広島市では天ぷらにした食べる。朝鮮料理、中華料理、フランス料理、イタリア料理などでもハチノスを使った料理があり、一見グロテスクな様相に反して、各国で広く食べられている食材である。
反芻によって発酵した消化物が通ることから独特の臭みがついているため、下ごしらえをしっかりしておく必要がある。生のままでは非常に固く臭気が強いことから一旦ボイルしたものを料理するのが普通。一般の消費者向けに売られているハチノスは、こうした下処理を済ませたものが多い。
栄養価はコラーゲンが豊富である。

### 下処理の方法
1. まず表面をしっかり洗浄する。
2. 一度茹でて表面の黒皮を取り除く。
3. 独特の臭気を消すために香草などと一緒に長時間（4時間以上）茹で続ける。
4. 茹で上がったら、湯を捨てて、もう一度水洗いをする。

### ハチノスを使った料理
金銭肚
広東料理では「金銭肚」（繁体字: 金錢肚、簡体字: 金钱肚、拼音: jīnqiándù、広東語：カムチントウ(gam1chin2tou5)）といい、潮州風煮込みなどにして、前菜や点心のひとつとして出される。
トリッパ
トリッパ（trippa）は、ハチノスを中心とする胃や腸の煮物。イタリア北部などで広く作られている。ハーブを少し入れた湯で、臭みを取り除きながら柔らかくなるまでことこと煮る。有名なものはミラネーゼ（ミラノ風）およびロマーナ（ローマ風）であり、前者は赤ワイン、後者はトマトソースで味付けされる。